# Copper Mountain, British Columbia
Copper Mountain är ett berg i Kanada.   Det ligger i provinsen British Columbia, i den södra delen av landet, 3 200 km väster om huvudstaden Ottawa. Toppen på Copper Mountain är 1 518 meter över havet, eller 17 meter över den omgivande terrängen. Bredden vid basen är 0,37 km.
Terrängen runt Copper Mountain är huvudsakligen kuperad. Trakten runt Copper Mountain är nära nog obefolkad, med mindre än två invånare per kvadratkilometer.. Närmaste större samhälle är Greenwood, 8,3 km öster om Copper Mountain.
I omgivningarna runt Copper Mountain växer i huvudsak barrskog.